# 埃斯蒂沃
埃斯蒂沃（法語：Estivaux，法語發音：[ɛstivo]）是法国科雷兹省的一个市镇，位于该省西部，属于布里夫拉盖亚尔德区。

## 地理
埃斯蒂沃（45°18'54"N, 1°29'4"E）面积16.58 平方千米，位于法国新阿基坦大区科雷兹省，该省份为法国中南部省份，北起上维埃纳省和克勒兹省，西接多爾多涅省，南至洛特省，东临多姆山省和康塔爾省。
与埃斯蒂沃接壤的市镇（或旧市镇、城区）包括：阿拉萨克、韦泽尔河畔奥尔尼亚克、佩尔珀扎克-勒努瓦尔、圣博内朗方捷、维茹瓦、武特扎克。

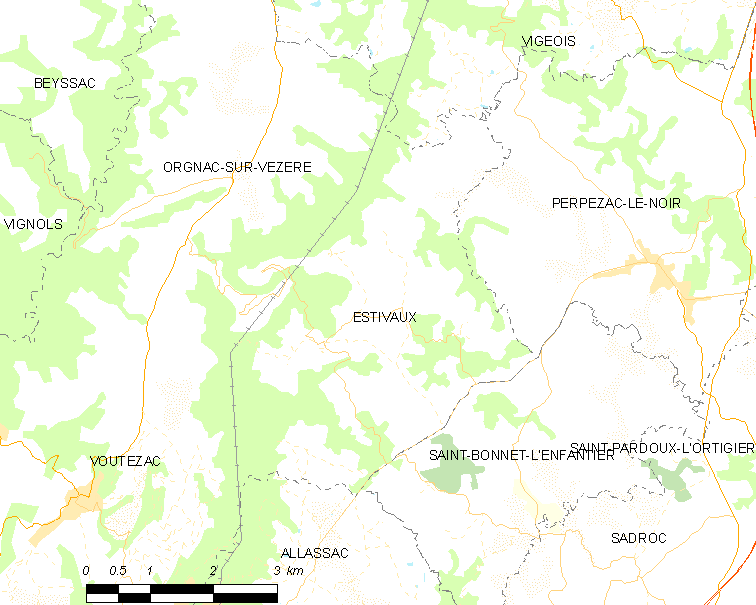
埃斯蒂沃的OSM定位图

埃斯蒂沃的时区为UTC+01:00、UTC+02:00（夏令时）。

## 行政
埃斯蒂沃的邮政编码为19410，INSEE市镇编码为19078。

## 政治
埃斯蒂沃所属的省级选区为阿拉萨克县。

## 人口

1962-2008年间埃斯蒂沃人口变化图示

埃斯蒂沃于2022年1月1日时的人口数量为408人。